# 遠藤展子
遠藤 展子（えんどう のぶこ、1963年（昭和38年） - ）は、東京都出身のエッセイスト。父は時代小説で著名な直木賞作家の藤沢周平。
父の関連エッセイを、多く執筆している。

## 来歴・人物
藤沢周平（本名小菅留治）の長女として生まれる。生まれた年の10月、母・悦子は癌で急死する。
1969年、父は高澤和子と再婚。三人家族となる。
都立高等学校を卒業後、西武百貨店書籍部（ブックセンター）に勤務し、父の作品を読み始める。
1988年、遠藤崇寿と結婚して遠藤姓となる。
1997年1月、父は69歳で亡くなり、2006年に初めての著書である『藤沢周平　父の周辺』を著す。
2010年4月、父の郷里である山形県鶴岡市に開館した藤沢周平記念館の監修者を夫とともに務めた。

## 著書
- 『藤沢周平　父の周辺』 文藝春秋、2006年9月。ISBN 416-3683909。
  - 『藤沢周平　父の周辺』文春文庫、2010年1月。ISBN 978-4167773380。
- 『父・藤沢周平との暮し』 新潮社、2007年1月。ISBN 410-3034718。
  - 『父・藤沢周平との暮し』新潮文庫、2009年9月 ISBN 978-4101286815。
- 『藤沢周平 遺された手帳』 文藝春秋、2017年11月。ISBN 416-3907610。
  - 『藤沢周平 遺された手帳』文春文庫、2020年9月。ISBN 978-4167915681。

### 監修
- 遠藤展子、遠藤崇寿（監修）NHK『わたしの藤沢周平』制作班編『わたしの藤沢周平』宝島社、2008年12月。ISBN 978-4796659956。
  - NHK『わたしの藤沢周平』制作班編『わたしの藤沢周平』文春文庫、2012年10月。ISBN 978-4167838270。
- 遠藤展子、遠藤崇寿（監修）『藤沢周平「人はどう生きるか」』悟空出版、2018年11月。ISBN 978-4908117534。
  - 遠藤展子、遠藤崇寿（監修）『藤沢周平「人はどう生きるか」』実業之日本社文庫、2022年12月。ISBN 978-4408557786。